# Долње Дубове
Долње Дубове (слч. Dolné Dubové) насељено је мјесто са административним статусом сеоске општине (слч. obec) у округу Трнава, у Трнавском крају, Словачка Република.

## Становништво
| Година:    | 1994. | 2004.  | 2014.    | 2024.    |
| ---------- | ----- | ------ | -------- | -------- |
| Број људи: | 640   | 592    | 670      | 765      |
| Разлика:   |       | -7,5 % | +13,17 % | +14,17 % |

| Година:    | 2023. | 2024.   |
| ---------- | ----- | ------- |
| Број људи: | 775   | 765     |
| Разлика:   |       | -1,29 % |

Према подацима о броју становника из 2024. године насеље је имало 765 становника.

## Значајне особе
- Антон Михалик (1907—1982), СДБ, римокатолички свештеник, религијски затвореник (осуђен на 6 година затвора)[6]